# 니콜라이 야폰스키
니콜라이 야폰스키(러시아어: Николай Японский, 일본어: 日本のニコライ 니혼노 니코라이[*], 1836년 8월 13일 ~ 1912년 2월 16일)는 러시아 정교회의 주교이자 성인이다. 본명은 이반 디미트로비치 카사트킨(러시아어: Иван Дмитриевич Касаткин)이며, 선교사로서 동방 정교회 신앙을 일본에 전했다. 일본 정교회의 설립자로서 사후 정교회에서 시성되어 사도 대등자의 칭호를 부여받았다. 그래서 일본에서는 주로 성 니콜라이 사도 대등자(亜使徒聖ニコライ)라고 불린다.

## 같이 보기
- 재일 러시아인